# Restart (álbum de Restart)
Restart é o álbum de estreia da banda musical brasileira Restart. Lançado em 22 de novembro de 2009, obteve sucesso com dois de seus singles, "Recomeçar" e "Levo Comigo", que alcançaram rapidamente boas posições nas paradas musicais do Brasil. O disco já vendeu mais de 100 mil cópias, sendo certificado com platina pela Pro-Música Brasil (PMB).

## Recepção crítica
| Críticas profissionais | Críticas profissionais |
| Avaliações da crítica  | Avaliações da crítica  |
| Fonte                  | Avaliação              |
| ---------------------- | ---------------------- |
| Allmusic               | [ 4 ]                  |
| Território da Música   | [ 5 ]                  |

Restart foi recebido com críticas médias dos críticos de música. Alexey Eremenko do Allmusic deu ao álbum três estrelas e media de cinco, dizendo: "Seu álbum homônimo abre com um simples, bouncy, uma explosão de novidades subproduzidas que faz você pensar de um demo de algum NOFX, com o tempo de suas vidas em uma garagem da família, mas quando o resto da banda se junta com o "woo-hoos" simples, mas um trabalho em um ritmo elegante, os lapsos de uma música em glória power pop energética. Aaron M. do Território da Música deu ao álbum três estrelas de cinco, dizendo: "O auto-intitulado álbum dos paulistanos traz tudo o que consagrou a banda: a mistura do Rock com música eletrônica em guitarras rasgadas e dançantes e refrãos grudentos. O visual continua cítrico e colorido".

## Alinhamento das faixas
| Edição padrão  |                               |                                                 |                                         |         |  |
| N.º            | Título                        | Compositor(es)                                  | Produtor(es)                            | Duração |  |
| 1.             | "Recomeçar"                   | Koba, Pedro Lucas, Pedro Lanza, Thomas D'Avilla | Koba, Lucas, Lanza, D'Avilla            | 3:18    |  |
| 2.             | "Vou Cantar"                  | Koba, Lucas, Lanza, D'Avilla                    | Koba, Lucas, Lanza, D'Avilla            | 2:57    |  |
| 3.             | "Amanhecer no Teu Olhar"      | Koba, Lucas, Lanza, D'Avilla                    | G. Campos, Koba, PeLu, Pe Lanza, Thomas | 3:06    |  |
| 4.             | "Sobre Eu e Você"             | Lucas, Koba                                     | G. Campos, Koba, PeLu, Pe Lanza, Thomas | 3:14    |  |
| 5.             | "Levo Comigo"                 | Koba, Lucas, Lanza, D'Avilla                    | G. Campos, Koba, PeLu, Pe Lanza, Thomas | 3:28    |  |
| 6.             | "Lembranças"                  | Lucas, Koba                                     | G. Campos, Koba, PeLu, Pe Lanza, Thomas | 2:56    |  |
| 7.             | "O Meu Melhor"                | Lucas, Koba                                     | G. Campos, Koba, PeLu, Pe Lanza, Thomas | 3:13    |  |
| 8.             | "Ao Teu Lado"                 | Lucas, Koba                                     | G. Campos, Koba, PeLu, Pe Lanza, Thomas | 2:34    |  |
| 9.             | "Final Feliz"                 | Koba, Lucas, Lanza, D'Avilla                    | G. Campos, Koba, PeLu, Pe Lanza, Thomas | 3:34    |  |
| 10.            | "Bye Bye"                     | Lucas, Koba                                     | Koba, Lucas, Lanza, D'Avilla            | 2:39    |  |
| 11.            | "Nosso Verão"                 | Lucas, Koba                                     | Koba, Lucas, Lanza, D'Avilla            | 3:14    |  |
| 12.            | "Recomeçar" (Versão Acústica) | Koba, Lucas, Lanza, D'Avilla                    | Koba, Lucas, Lanza, D'Avilla            | 3:25    |  |
| Duração total: | Duração total:                | Duração total:                                  | Duração total:                          | 30:55   |  |

| Restart En Espanhol |                                 |                              |                              |         |  |
| N.º                 | Título                          | Compositor(es)               | Produtor(es)                 | Duração |  |
| 1.                  | "Recomenzar"                    | Reis, Munhoz, Souza, D'Ávila | Guto Campos, Alejandro Sergi | 3:18    |  |
| 2.                  | "Voy a Cantar"                  | Reis, Munhoz, Souza, Thomas  | G. Campos, Sergi             | 2:57    |  |
| 3.                  | "Amanecer En Tu Mirada"         | Reis, Munhoz, Souza, Thomas  | G. Campos                    | 3:06    |  |
| 4.                  | "Sobre Eu e Você"               | Munhoz, Souza                | G. Campos, Sergi             | 3:14    |  |
| 5.                  | "Te Llevo Conmigo"              | Reis, Munhoz, Souza, D'Ávila | G. Campos                    | 3:28    |  |
| 6.                  | "Lembranças"                    | Munhoz, Souza                | G. Campos                    | 2:56    |  |
| 7.                  | "O Meu Melhor"                  | Munhoz, Souza                | G. Campos                    | 3:13    |  |
| 8.                  | "Ao Teu Lado"                   | Munhoz, Souza                | G. Campos                    | 2:34    |  |
| 9.                  | "Final Feliz"                   | Reis, Munhoz, Souza, D'Ávila | G. Campos                    | 3:34    |  |
| 10.                 | "Bye Bye"                       | Munhoz, Souza                | G. Campos                    | 2:39    |  |
| 11.                 | "Nosso Verão"                   | Munhoz, Souza                | G. Campos                    | 3:14    |  |
| 12.                 | "Recomenzar" (Version Acústica) | Reis, Munhoz, Souza, D'Ávila | G. Campos, Sergi             | 3:25    |  |
| Duração total:      | Duração total:                  | Duração total:               | Duração total:               | 30:55   |  |